# Elmetto Mk 7

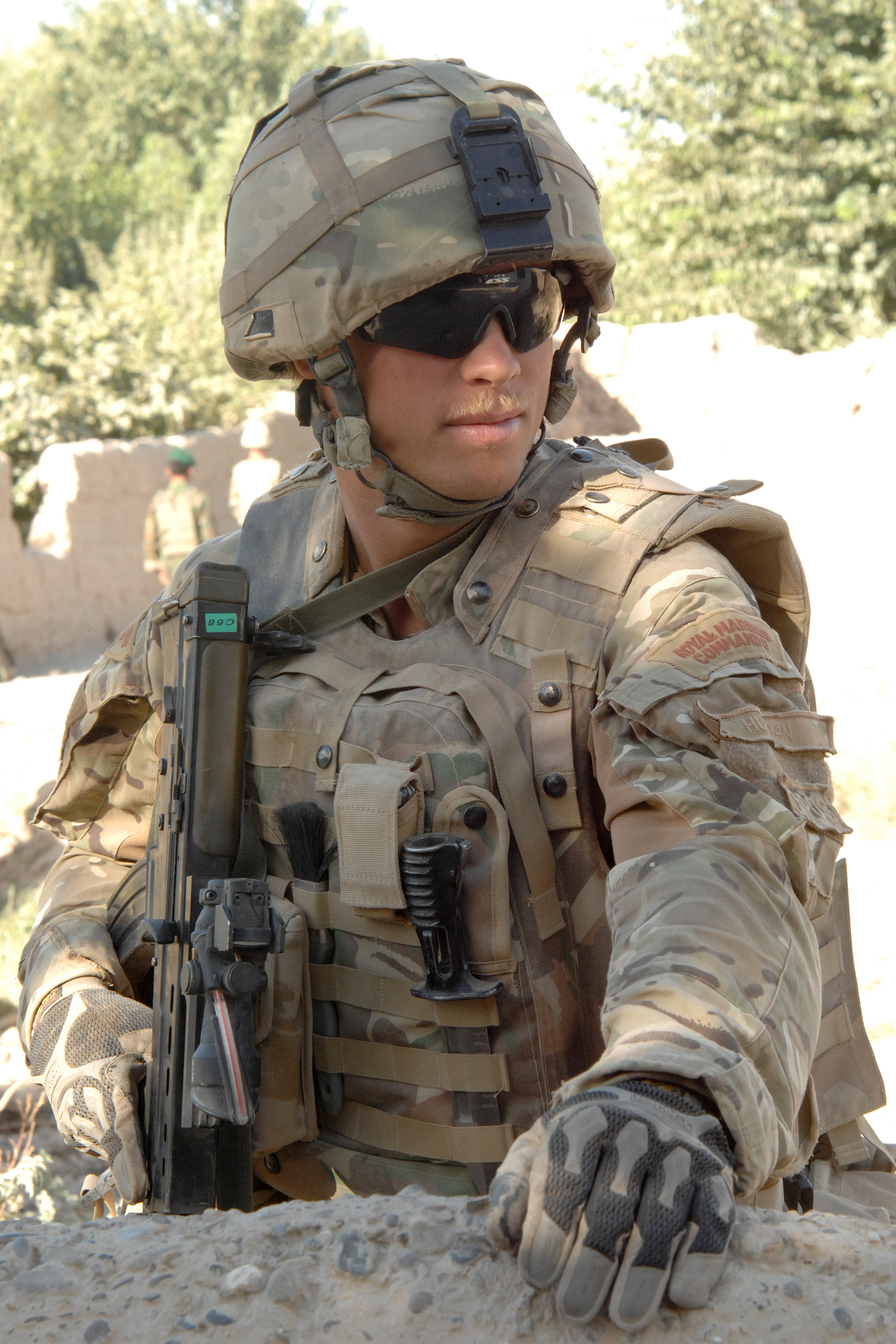
Un Royal Marine britannico con indosso il mk 7 MOD 45151557

L'elmetto Mk 7 era un elmetto da combattimento di tipo generale delle forze armate britanniche, fornito da NP Aerospace. Era conosciuto ufficialmente come "casco da combattimento Mark 7 GS" (General Service). Il casco Mk 7 fu introdotto nel giugno 2009, sostituendo il precedente casco Mk 6A e il casco Mk 6, introdotti rispettivamente nel 2005 e nel 1982. Il nuovo casco offriva la stessa protezione balistica del casco Mk6A, ma la sua nuova forma consentiva a un soldato di sdraiarsi e sparare dritto, senza che il bordo posteriore urtasse nella sua armatura e il bordo anteriore si rovesciasse sugli occhi. Il casco Mk 7 era più leggero del suo predecessore - 1 kg invece di 1,5 kg per il casco Mark 6 - e aveva una cinghia per il mento migliore per la stabilità. Fu prodotto in un nuovo colore: marrone chiaro, a differenza del Mk 6A in nero e del Mk 6 in oliva. È stato adottato per l'uso in Afghanistan.
La protezione balistica era misurata con V50 e per Mk 7 era di circa 650 m/s (V50 è la velocità media di penetrazione: a questa velocità, si prevede che penetri la metà (50%) dei proiettili.) Il casco Mk 7 è stato sostituito dal casco Revision Military Batlskin Cobra Plus come parte del programma Virtus.